# کمپ نلسون (کالیفرنیا)
کمپ نلسون (به انگلیسی: Camp Nelson) یک منطقهٔ مسکونی در ایالات متحده آمریکا است که در شهرستان تولار، کالیفرنیا واقع شده‌است. کمپ نلسون ۳٫۲۰۸ کیلومتر مربع مساحت و ۹۷ نفر جمعیت دارد و ۱٬۴۹۲٫۹۳ متر بالاتر از سطح دریا واقع شده‌است.